# LOTO
LOTO(Lockout, Tagout)은 잠금장치(Lockout), 표지판(Tagout)의 줄임말로, 사고를 유발할 수 있는 장비의 수리나 정비, 또는 청소 등을 수행하기 위해 기동장치를 잠그거나(Lockout), 표지판(Tagout)을 설치하는 등의 조치를 말한다. 위험한 장비의 가동이 적절하게 차단되고, 유지보수 또는 수리작업이 완료되기 전에 다시 시작할 수 없도록 하는 데 사용되는 안전 절차이다. 문제의 장비에 대한 작업이 시작되기 전에 위험한 에너지원을 “분리시켜 작동하지 않게” 할 것을 요구한다. 그런 다음 분리된 전원을 잠그고, 잠금장치에 작업자와 LOTO를 설치한 이유를 식별하는 태그를 부착한다. 그런 다음 작업자는 잠금장치의 키를 통해 잠금장치를 해제하고 장비를 시작할 수 있도록 한다. 이렇게 하면 장비가 위험한 상태에 있거나 작업자가 직접 접촉하는 동안 우발적으로 장비가 시작되는 것을 방지할 수 있다.
Lockout-tagout은 산업 전반에서 위험한 장비 작업을 안전하게 사용하기 위한 방법으로 사용되며, 미국, 유럽 등의 국가에서는 법으로 의무화되어 있다. 대한민국에서도 산업안전보건기준에 관한 규칙(약칭 안전보건규칙) 제92조(정비 등 작업 시의 운전정지 등)를 통해 규정하고 있다.

## 작업 절차
장비를 분리하거나 안전하게 만들기 위해 모든 에너지원을 제거하는 것을 ‘분리’라고 한다. 장비를 분리하는 데 필요한 단계는 종종 분리 절차 또는 잠금, 표지판 부착 절차에 문서화된다. 분리 절차에는 일반적으로 다음 작업이 포함된다.
1. 전원차단 준비 (종료를 사전에 알림)
2. 기계설비 운전 정지
3. 전원 차단 및 잔류 에너지 확인
4. LOTO 설치 (전원 잠금 및 경고 표지판 부착)
5. 작업 실시 (수리, 정비, 청소 등)
6. 점검 및 확인 (기계, 설비 주변 상태 및 작업자 안전확인)
7. LOTO 해제 (잠금장치 및 표지판 해제)
8. 기계설비 재가동 (해당 종료 후 관련자에게 해당 내용 공지)

격리 지점의 잠금 및 표지판을 설치하고, 다른 사람들이 장치의 격리를 해제하지 못하도록 알린다. 다른 것들과 함께 위의 마지막 단계를 강조하기 위해 전체 프로세스를 잠금, 표지판 설치 및 작동확인(즉, 격리된 장비를 켜서 전원이 차단되어 작동할 수 없음을 확인하는 시도)라고 할 수 있다.